# Шестил
Шестилът или още млечен явор (Acer platanoides) е дърво от семейство Sapindaceae, високо до 30 m. Включено е в списъка на лечебните растения съгласно Закона за лечебните растения.

## Описание
Пъпките са червенокафяви, в основата често зеленикави. Листата са дълги до 18 cm и длановидно нарязани с по 5 до 7 дяла, които завършват с осилче. Цветовете се появяват преди разлистване на растението. Плодовете са симетрични крилатки под тъп ъгъл една спрямо друга, а семената са плоски. Дървото се среща поединично в долния и среден планински пояс до 1500 метра надморска височина.

## Галерия
- Цвят
- Цъфтяща клонка
- Есенна окраска